# Piotr Kosiń
Piotr Kosiń (ur. 29 maja 1916 w Dąbrowie Górniczej, zm. 31 grudnia 2011 tamże) – harcerz, żołnierz Polskich Sił Powietrznych, kawaler Orderu Wojennego Virtuti Militari, trzykrotnie odznaczony Krzyżem Walecznych.

## Życiorys
Urodził się 29 maja 1916 roku jako syn Piotra i Władysławy z domu Zander. Miał czworo rodzeństwa: siostrę Irenę oraz braci Tadeusza, Ryszarda i Wiesława. Nauki pobierał w Szkole Powszechnej nr 5 w Dąbrowie Górniczej, a następnie w Szkole Technicznej w Sosnowcu. Od 1932 roku aktywnie działał w Związku Harcerstwa Polskiego oraz w Związku Strzeleckim, gdzie pełnił funkcje zastępowego, skarbnika i drużynowego. W 1937 roku rozpoczął pracę jako urzędnik w dąbrowskim magistracie.

## Służba wojskowa
W 1938 roku powołany do 2. pułku lotniczego, gdzie ukończył szkolenie naziemne na radiomechanika, a następnie został przydzielony do eskadry bombowej „Karasi”. We wrześniu 1939 roku wziął udział w działaniach obronnych, by po agresji ZSRR przekroczyć granicę rumuńską. Przez Jugosławię, Grecję i Francję dotarł do Wielkiej Brytanii. Otrzymał numer służbowy RAF 793736, w ośrodku w Blackpool szkolił się na radiotelegrafistę i strzelca pokładowego. 28 kwietnia 1942 roku przeszedł do 301 Dywizjonu Bombowego „Ziemi Pomorskiej” w Hemswell. W okresie od czerwca 1942 do stycznia 1943 wykonał łącznie 32 loty bojowe (uznano 29), operując nad silnie bronionymi celami w Niemczech oraz wykonując misje minowania morskiego. Po odbyciu pełnej tury operacyjnej przeszedł na stanowisko instruktora radiotelegrafistów.

## Późniejsze życie i powrót do Polski
Po demobilizacji planował pracę w cywilnych liniach lotniczych, jednak ze względów rodzinnych podjął zatrudnienie na brytyjskiej kolei, na której pracował do przejścia na emeryturę w 1983 roku. Przez wiele lat nie powracał do Polski. Pierwszy powojenny przyjazd do kraju odbył około 1960 roku. Ostatecznie, po śmierci żony, osiedlił się na stałe w Dąbrowie Górniczej 21 października 2002 roku.

## Upamiętnienie
We wrześniu 2018 Rada Miejska Dąbrowy Górniczej nadała Piotrowi Kosińowi tytuł Honorowego Obywatela Miasta. Uroczyste przekazanie aktu nadania rodzinie odbyło się 11 listopada 2018 w Pałacu Kultury Zagłębia podczas obchodów Święta Niepodległości. Został pochowany w rodzinnym grobowcu na katolickim cmentarzu komunalnym przy ulicy 11 Listopada w Dąbrowie Górniczej.

## Odznaczenia
- Krzyż Srebrnego Orderu Wojennego Virtuti Militari (nr 8231),
- Krzyż Walecznych (trzykrotnie),
- Medal Lotniczy,
- Polowy Znak Strzelca Radiotelegrafisty (nr 223)[1],
- Honorowe Obywatelstwo Miasta Dąbrowa Górnicza[2].